# 森大廈

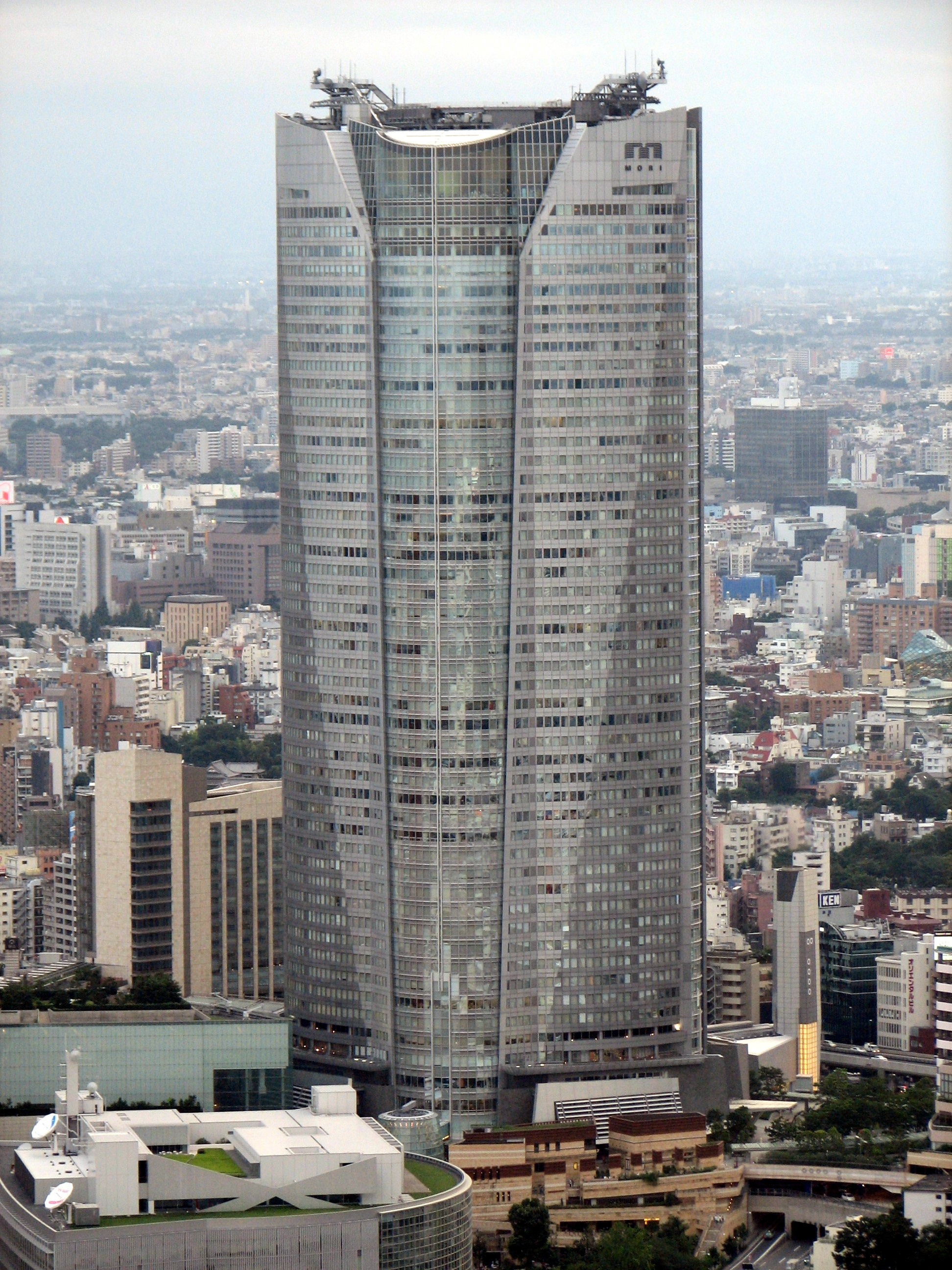
六本木新城森大樓（六本木ヒルズ森タワー），為森大廈總部所在地。

森大廈（日语：／ mori biru */?）是日本的地產開發商，以在東京建設方舟之丘、六本木新城等大型都市再開發設施，以及Laforet原宿、表參道Hills等商業設施而聞名。

## 沿革
森大廈由森泰吉郎創辦，但公司事業是由森泰吉郎次子森稔開展。其家族原本在東京芝地區的田村町（今 東京港區西新橋）經營米店，後來在1955年成立「森不動產」，並在隔年4月完成「西新橋2森大廈」（西新橋2森ビル）、1957年11月完成「西新橋1森大廈」（西新橋1森ビル），之後於1959年6月成立森大廈。森大廈成立後，在東京新橋一帶興建出租辦公大樓，並以「第○○森大廈」（第○○森ビル）的編號方式為這些大樓命名。
1986年，森大廈在東京赤坂興建的Ark Hills（方舟之丘）完工，自此一躍成為全日本知名的不動產業者。之後，森大廈陸續在東京興建御殿山Hills（今 御殿山信託城）、城山Hills（今 城山花園）、愛宕山Hills（今 愛宕綠丘）、元麻布Hills、六本木Hills（六本木新城）等一系列以「Hills」（ヒルズ）命名的複合式都市更新計畫。除了日本國內，森大廈也進軍海外，代表作為中國上海的上海環球金融中心。
1993年森泰吉郎逝世後，次子森稔接手經營森大廈，三子森章則繼承同集團內的「森大廈開發」（今 森信託）與「森大廈觀光」（今 森信託旅館）兩家公司。相對森稔延續其父的穩健經營路線，森章則積極投入旅館與不動產的投資開發，兩人的經營路線逐漸出現分歧。1999年，森章將其負責的事業群與森大廈集團分離，另外成立「森信託」集團（森トラスト），並陸續將旗下原以「Hills」命名的地產設施改名。

## 旗下代表事業
都市再開發設施
- 方舟之丘（アークヒルズ） - 1983年11月動工、1986年3月完工啟用[2]
- 愛宕綠丘（愛宕グリーンヒルズ） - 1999年動工、2001年完工啟用[3]
- 元麻布Hills（日语：元麻布ヒルズ） - 2000年2月動工、2002年12月完工啟用[4]
- 六本木新城（含六本木新城森大樓） - 2000年4月動工、2003年4月完工啟用
- 虎之門之丘（虎ノ門ヒルズ） - 2011年4月動工、2014年6月完工啟用[5]
- 麻布台Hills（麻布台ヒルズ） - 2019年8月動工、2023年4月完工、2023年11月啟用[6][7]

商場
- Laforet原宿（ラフォーレ原宿） - 1978年10月啟用
- 台場維納斯城堡（ヴィーナスフォート） - 1999年8月啟用
- 表參道Hills（表参道ヒルズ） - 2006年2月啟用

中國項目/日本以外的項目
- 高雄85大樓 - 1989年開始興建，1997年完工
- 上海環球金融中心 - 1997年批准動工，但延至2004年才正式動工，2008年完工
- 上海恒生銀行大廈 - 1998年落成，其後34-36樓連命名權售予匯豐銀行，再於2010年售予其子公司恆生銀行作中國總部

## 腳註
1. 1 2
2. ↑   的存檔，存档日期2012-10-01.
3. ↑  [.   [2012-10-30]. （原始内容存档于2012-06-11）. ]
4. ↑   的存檔，存档日期2012-03-12.
5. ↑  [.   [2014-09-07]. （原始内容存档于2014-09-07）. ]
6. ↑   (PDF). 森ビル. 2022-12-14  [2022-12-14]. （原始内容存档 (PDF)于2022-12-22）.
7. ↑  . 日本経済新聞. 2022-12-14  [2022-12-14]. （原始内容存档于2022-12-22）.

## 外部連結
- 森大廈 （页面存档备份，存于）（日語）（英文）（简体中文）